# 阿基坦博物館

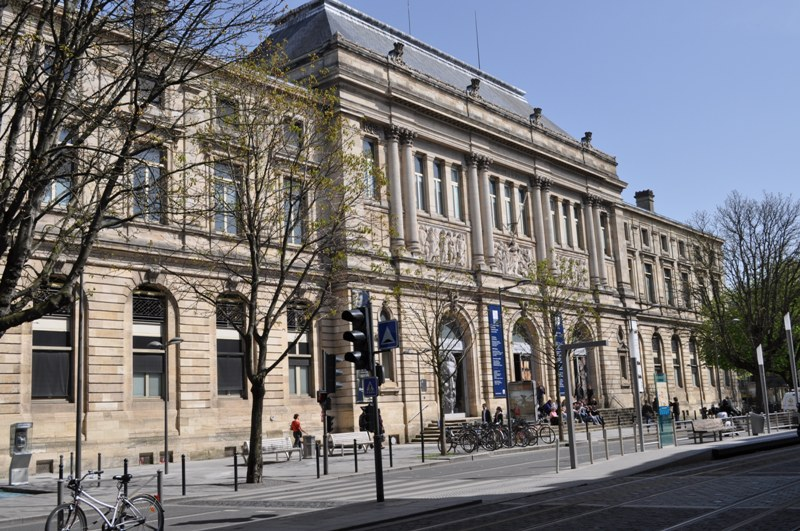

阿基坦博物館（法語：Musée d'Aquitaine) 是位於法國波爾多的一座博物館，展示有關波爾多和阿基坦歷史的藏品。2007年，有超過9萬名遊客參觀阿基坦博物館。